# Tilman Riemenschneider
Tilman Riemenschneider (Heiligenstadt, Turíngia, ca 1460 - Würzburg, 7 de juliol del 1531) va ser un escultor germànic actiu a la ciutat de Würzburg des del 1483. Va ser a la seva època, un dels escultors més prolífics i versàtils del període de transició entre el gòtic tardà i el començament del renaixement, va ser un autèntic mestre en l'escultura de materials com ara la pedra i la fusta.
Les escultures i treballs de fusta de Tilman Riemenschneider són dintre de l'estil gòtic, encara que el seu treball més tardà està ja dintre de les característiques del manierisme. El seu treball es va caracteritzar per l'expressivitat que mostren les cares de les seves escultures (sovint mostren una mirada introspectiva, sobretot als autoretrats) i mostra també un ric detall a la representació dels vestits, així com als detalls amb els quals elabora els plecs de la roba. L'èmfasi a l'expressió de les figures humanes, va deixar una clara influència als seus immediats seguidors. Alguns crítics com Souren Melikian posen com la seva millor obra L'Anunciació de la Mare de Déu, col·locant aquesta obra a de la mateixa altura que les d'Albrecht Dürer. El crític d'art Kenneth Clark veu a les figures de Riemenscheider una mostra seriosa de «pietat» a l'escultura alemanya de l'època, que va arribar a influir als escultors que van continuar.

## Obres més importants

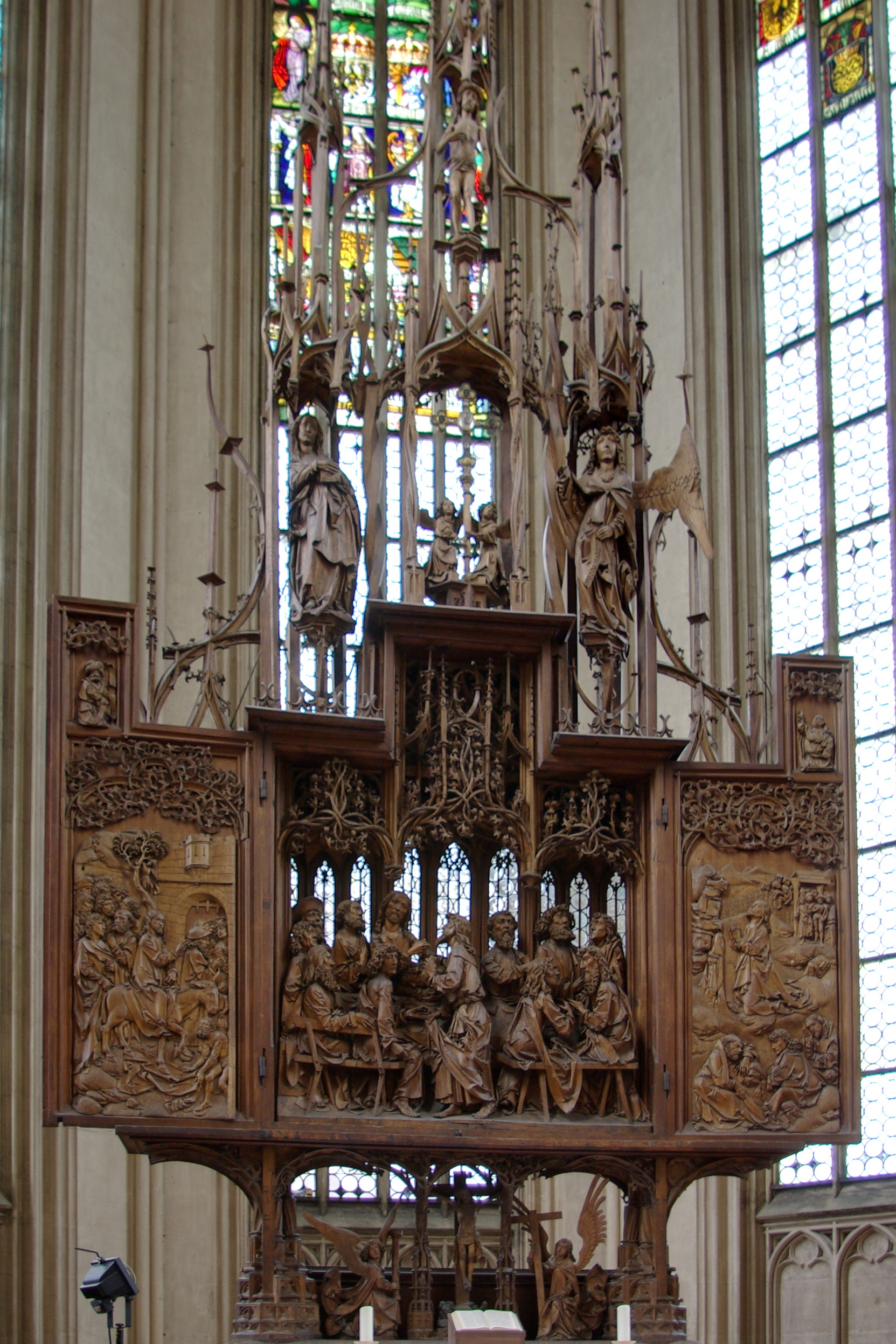
Altar de la Sagrada Sang per Tilman Riemenschneider a Rothenburg ob der Tauber

La més gran col·lecció de la seva obra, que consisteix en 81 peces, pot trobarse al Museu Mainfränkisches Museum a Marienberg situat a Würzburg.
- Església d'Hassenbacher Vesperbild d'Hassenbach, sobre 1490, en fusta
- Altar de l'adéu als Apostóles al Kleinschwarzenlohe a la vora de Núremberg, Allerheiligenkirche, 1491
- Peça d'altar, Maria Magdalena al Münnerstadt, 1490-1492
- Adam i Eva Würzburg, al Mainfränkisches Museum, 1491-1493
- Escultura del Bisbe Rudolf von Scherenberg, a la Catedral de Würzburg, 1496-1499
- Tomba de l'Emperador a la Catedral de Bamberg, 1499-1513
- Santa Anna i els tres bandits a Múnic, Bayerisches Nationalmuseum, 1505-1510, en fusta
- Maria plorant a Würzburg, Mainfränkisches Museum, sobre 1505
- Altar de Maria, a Creglingen, cap a 1505-1508, en fusta
- Altar dels Apòstols, Altar dels Pares de Crist i l'Altar de l'Anunciación, Crucifix, epítet de Hans von Bibra a l'església de Sant Lleó, Bibra, a la vora de Meiningen, sobre 1500, en fusta
- Crucifixió a l'església de Sant Nicolau d'Eisingen, Baviera, 1500 - 1505
- L'altar de la Sagrada Sang a kobskirche, Rothenburg ob der Tauber, 1501-1505, en fusta
- Altar dels Apòstols, a St.- Kilians-Kirche a Windsheim, 1509, ara al museu de Kurpfälzisches Museum, Heidelberg
- Altar de la Crucifixió a l'església de Detwang, 1510-1513, ara al museu de Kurpfälzisches Museum, Heidelberg
- Tomba del Bisbe Lorenz a Bibra a la Catedral de Würzburg, 1520/22